# Gli spettri
Gli spettri è un film muto italiano del 1918 diretto da A. G. Caldiera, basato sull'opera teatrale Spettri di Henrik Ibsen del 1881.